# Josef von Neupauer (Politiker)

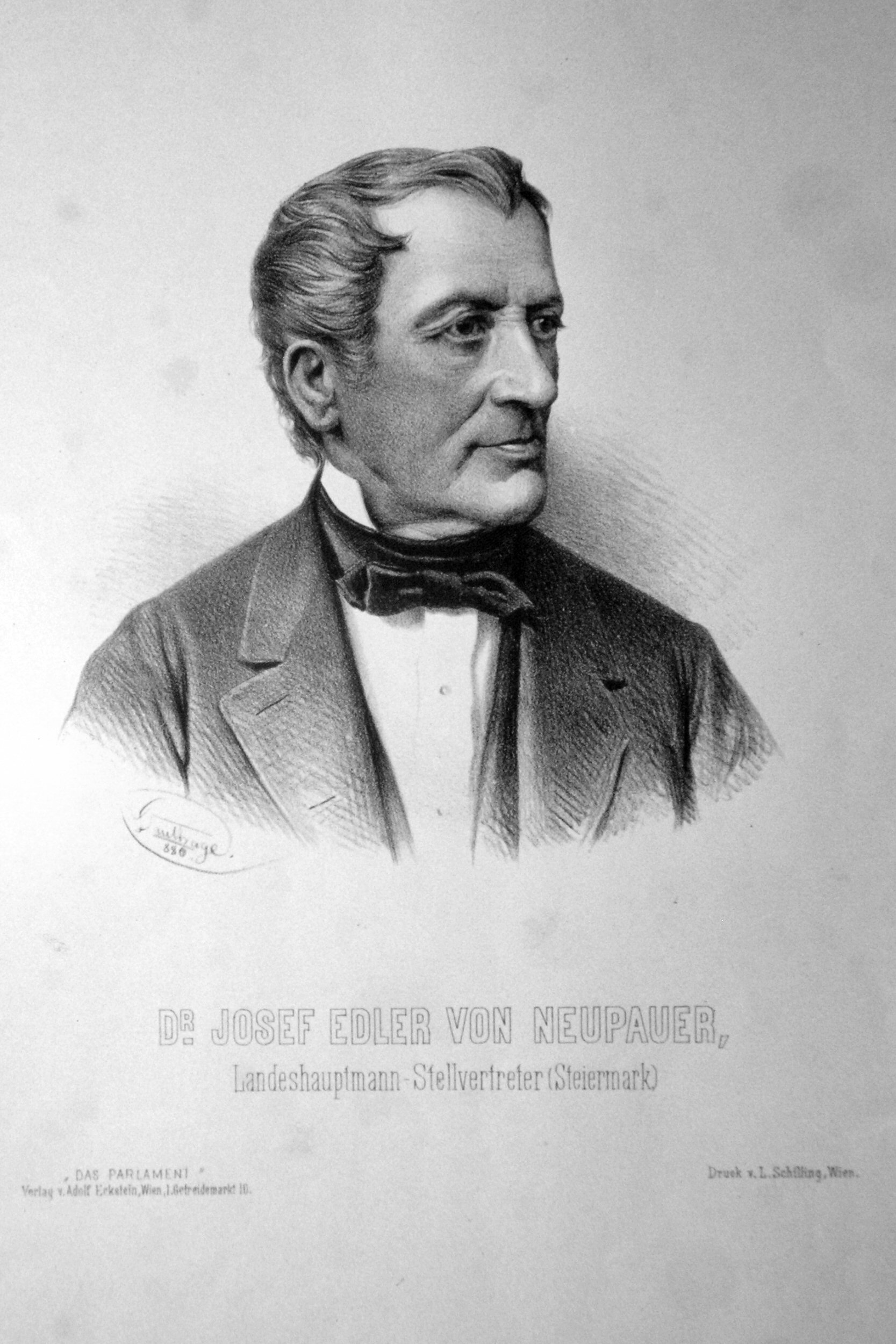
Josef von Neupauer (1880), Lithografie von Adolf Dauthage

Josef Edler von Neupauer (* 15. April 1806 in Graz; † 8. Juli 1902 auf Schloss Schwarzenegg, heute Gemeinde Wildon), ab 1883 Freiherr von Neupauer, war Jurist, Gutsbesitzer und Abgeordneter zum Österreichischen Abgeordnetenhaus.

## Leben
Josef von Neupauer war Sohn des herrschaftlichen Oberbeamten und späteren Gutsbesitzers Heinrich Edler von Neupauer († 1835). Von 1816 bis 1822 ging er in das Akademische Gymnasium in Graz, besuchte danach Philosophische Jahrgänge und studierte Rechtswissenschaft am Lyzeum in Graz (seit 1827 Universität Graz). Im Jahr 1832 promovierte er zum Dr. iur. in Graz und wurde nach dem Tod seines Vaters 1835 Besitzer der Herrschaft Schwarzenegg.
Er war auch langjährig bei der Steiermärkischen Sparkasse tätig: Im Jahr 1833 wurde er Mitglied, 1834 Mitglied des Ausschusses, zwischen 1834 und 1838 Mitglied der Direktion, zwischen 1838 und 1851 dessen Kurator und letztendlich von 1858 bis zu dessen Tod im Jahr 1902 Präsident.
Im Jahr 1869 erhielt er das Ritterkreuz der Eisernen Krone dritter Klasse und im Jahr 1878 das Komturkreuz des Franz-Joseph-Ordens mit dem Stern. 1883 wurde er zum Freiherrn erhoben.
Er war 1848 Mitglied im provisorischen Steiermärkischen Landtag, Kurie Nicht-landständige Gutsbesitzer und von 1861 bis 1890 im steiermärkischen Landtag (I., II., III., IV., V., VI. und VII. Wahlperiode), Kurie Großgrundbesitz. Von 1870 bis 1884 war er unter Kaiserfeld Landeshauptmann-Stellvertreter der Steiermark.
Er war römisch-katholisch und ab 1838 verheiratet mit Pauline von Pichler, mit der er mindestens zwei Töchter und zwei Söhne hatte.

## Politische Funktionen
Josef von Neupauer war vom 27. Mai 1861 bis zum 20. September 1865 Abgeordneter des Abgeordnetenhauses im Reichsrat (I. Legislaturperiode) und vertrat dort für das Kronland Steiermark die Kurie Großgrundbesitz.

## Klubmitgliedschaften
Josef von Neupauer war Mitglied im verfassungstreuen Großgrundbesitz.